# Phytoliriomyza diplazii
Phytoliriomyza diplazii är en tvåvingeart som beskrevs av Mitsuhiro Sasakawa 1988. Phytoliriomyza diplazii ingår i släktet Phytoliriomyza och familjen minerarflugor. Inga underarter finns listade i Catalogue of Life.